# Lapazina
Lapazina är ett släkte av skalbaggar. Lapazina ingår i familjen långhorningar.
Kladogram enligt Catalogue of Life:
| Lapazina | \| \| Lapazina discicollis \| \| \| \| \| \| Lapazina fuscipennis \| \| \| \| |
|          | \| \| Lapazina discicollis \| \| \| \| \| \| Lapazina fuscipennis \| \| \| \| |
|          | Lapazina discicollis                                                          |
|          |                                                                               |
|          | Lapazina fuscipennis                                                          |
|          |                                                                               |